# Matatán
Matatán är en ort i Mexiko.   Den ligger i kommunen Rosario och delstaten Sinaloa, i den centrala delen av landet, 800 km nordväst om huvudstaden Mexico City. Matatán ligger 58 meter över havet och antalet invånare är 612.
Terrängen runt Matatán är kuperad åt sydost, men åt nordväst är den platt. Matatán ligger nere i en dal. Runt Matatán är det glesbefolkat, med 15 invånare per kvadratkilometer. Matatán är det största samhället i trakten. I omgivningarna runt Matatán växer i huvudsak lövfällande lövskog.